# Brigoszok
A brigoszok ókori makedóniai néptörzs Beroea városától északra. A perzsa háborúk alatt Mardonius seregére rá-rátörtek, amiért az meghódította és segédcsapatok szolgáltatására kényszerítette őket. A törzs egy része valamikor Kis-Ázsiába költözött. Egyik águk, a brigek az illír-makedón határokon tanyázott.